# David Singleton
David Singleton – brytyjski producent muzyczny, inżynier dźwięku i muzyk, współzałożyciel (z Robertem Frippem) wytwórni płytowej Discipline Global Mobile. Realizuje również własny projekt multimedialny, The Vicar.

## Życiorys i działalność zawodowa
David Giles Rutherford Singleton urodził się 21 marca 1961 roku w Salisbury. 
W wieku szkolnym grał na różnych instrumentach: na wiolonczeli (przez dwa lata), rogu, fortepianie i flecie. W latach 1979–1981 studiował filozofię i języki współczesne w University of Cambridge kończąc go z tytułem Master of Arts. Gdy miał 22 lata, napisał pierwszą piosenkę, „Twenty Two”. Znalazła się ona później, razem z innymi, na The Vicar album.
W 1991 roku współpracował jako inżynier dźwięku z zespołem Roberta Frippa, Sunday All over the World przy realizacji jego albumu Kneeling at the Shrine.  
W 1992 roku wspólnie z Robertem Frippem założył wytwórnię płytową Discipline Global Mobile i od tamtego czasu współpracuje z nim jako producent muzyczny, inżynier dźwięku oraz muzyk. W ciągu pierwszych 5–6 lat działalności w wytwórni zajmował się produkcją albumów King Crimson, a potem solowych albumów Tony’ego Levina, Billa Bruforda i Johna Paula Jonesa.
W latach 1999–2001 prowadził BootlegTV, firmę z siedzibą w Seattle, oferującą dystrybucję muzyki online.
Prowadzi również własny projekt multimedialny, The Vicar, w ramach którego publikuje książki, ilustrowane powieści, audiobooki i wideoblogi. Ilustracje realizuje jego syn Ben. Za pośrednictwem Discipline Global Mobile wydał 2 książki: The Mysterious Case of Billy’s G String i The Absurd Nonsense of The Orange Eyebrow.
W 2012 roku zrealizował (jako kompozytor, inżynier dźwięku i producent) wspólnie z Robertem Frippem i  Andrew Keelingiem album The Wine of Silence.